# Франц Ксавер Цірайс
Франц Ксавер Цірайс (нім. Franz Xaver Ziereis; 13 серпня 1905, Мюнхен — 25 травня 1945, концтабір Маутгаузен) — офіцер СС, штандартенфюрер СС (20 квітня 1944). Комендант концентраційного табору Маутгаузен (9 лютого 1939 — 3 травня 1945).

## Біографія
Народився 13 серпня 1905 року в Мюнхені. Після закінчення школи пішов працювати посильним в універмаг. У 1922 році вступив на роботу в столярну майстерню. Почав службу в рейхсвері 1 квітня 1924 року. 30 вересня 1936 року звільнений у запас у званні фельдфебеля. У тому ж році Цірайс вступає в СС і отримує звання оберштурмфюрера. З 1937 року служить в підрозділах «Мертва голова», а 1 липня 1938 переводиться інструктором в 3-й полк «Мертва голова» (Тюрингія).
9 лютого 1939 року був призначений комендантом концтабору Маутхаузен. 
3 травня 1945 року разом із дружиною спробував втекти, але був поранений американськими солдатами. Був поміщений у військовий шпиталь Маутхаузена, де і помер 25 травня 1945 року. Після смерті Цірайса його тіло було повішене на огорожу колишніми в'язнями.

## Злочини
Лежачи у госпіталі, Цірайс зізнався у вбивствах тисяч ув'язнених, скоєних у таборі, а також у тому, що деякі його особисті речі (обкладинки книг, абажури світильників та шкіряні чохли) були виготовлені з татуйованої людської шкіри.

## Звання
- Оберштурмфюрер СС (1 жовтня 1936)
- Гауптштурмфюрер СС (12 вересня 1937)
- Штурмбаннфюрер СС (25 серпня 1939)
- Оберштурмбаннфюрер СС (1 вересня 1941)
- Штандартенфюрер СС (20 квітня 1944)

## Нагороди
- Німецький кінний знак у бронзі
- Кільце «Мертва голова»
- Почесна шпага рейхсфюрера СС
- Медаль «За вислугу років у Вермахті» 4-го, 3-го і 2-го класу (18 років)
- Медаль «У пам'ять 13 березня 1938 року»
- Медаль «У пам'ять 1 жовтня 1938»
- Хрест Воєнних заслуг 2-го і 1-го класу з мечами
- Німецький хрест в сріблі (1944) — в офіційному списку кавалерів Німецького хреста не зазначений

## Галерея

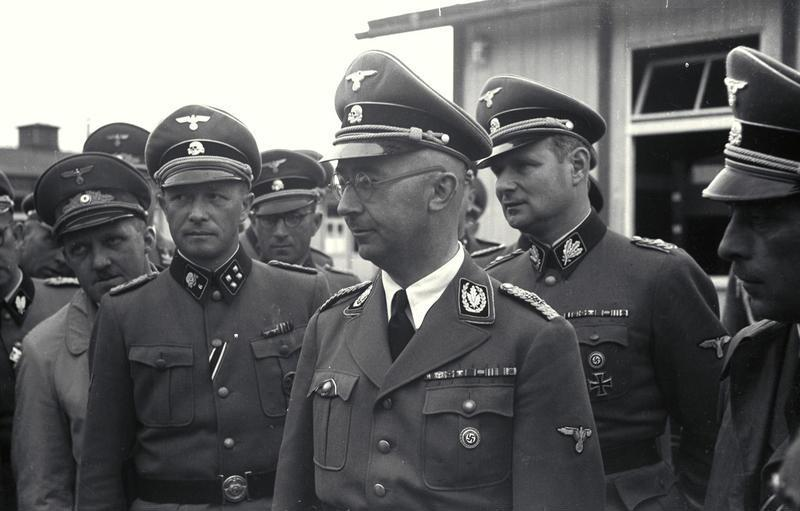
Цірайс із Генріхом Гіммлером (стоїть зліва від Гіммлера) і Карлом Вольфом у Маутгаузені (1941)